# Aniane
Aniane (okzitanisch Aniana) ist eine südfranzösische Gemeinde mit 2956 Einwohnern (Stand 1. Januar 2022) im Département Hérault in der Region Okzitanien.

## Lage und Klima
Der Ort Aniane liegt in den südlichen Ausläufern der Cevennen am Ausgang der Hérault-Schlucht (Gorges de l’Hérault) etwa 35 km (Fahrtstrecke) nordwestlich von Montpellier in einer Höhe von ca. 50 bis 70 m. Das vielbesuchte Kloster Saint-Guilhem-le-Désert ist nur knapp 8 km talaufwärts entfernt. Das Klima ist zumeist mild bis warm.

## Bevölkerungsentwicklung
| Jahr                       | 1800 | 1851 | 1901 | 1954 | 1999 | 2019 |
| Einwohner                  | 1713 | 3375 | 2520 | 1800 | 2098 | 2918 |
| Quellen: Cassini und INSEE |      |      |      |      |      |      |

Trotz der Reblauskrise im Weinbau und der zunehmenden Mechanisierung der Landwirtschaft wuchs die Bevölkerung des Ortes wegen seiner Nähe zur Großstadt Montpellier seit den 1950er Jahren deutlich.

## Wirtschaft
Bis in die erste Hälfte des 20. Jahrhunderts lebten die Bewohner der Gemeinde als weitgehende Selbstversorger von den Erträgen ihrer Felder und Gärten sowie von der Viehzucht; auch Weinbau wurde und wird betrieben. Im 19. Jahrhundert entwickelte sich Aniane zum wichtigsten Zentrum der Gerberei im Département Hérault. 1828 verarbeiten über sechzig Gerbereien hauptsächlich Kuh- und Kalbshäute. Eine grundlegende Veränderung geschah nach dem Bau von Straßen in der zweiten Hälfte des 20. Jahrhunderts aufgrund des Zuzugs von Familien und Einzelpersonen in den Großraum Montpellier.

## Geschichte

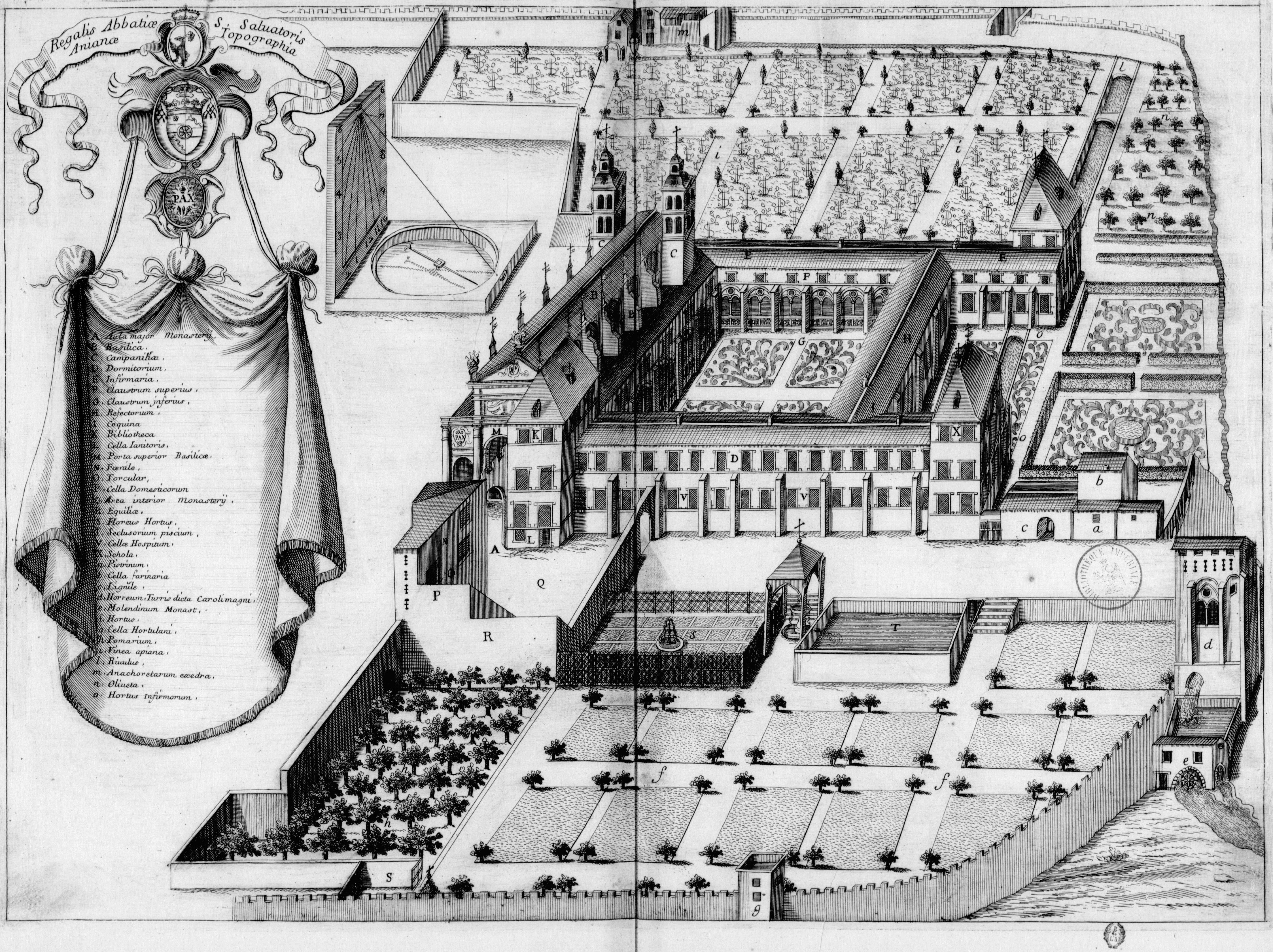
Kloster von Aniane im 17. Jh.

Aniane geht auf das gleichnamige Kloster zurück. Kurz nach 780 (782?) gründete der westgotische Grafensohn Witiza hier einen Mönchskonvent. Als Mönch nahm er hier den Namen "Benedikt" an. Im Jahr 782 wird das Kloster im Cartulaire d´Anian genannt und in den Jahren 787 und 794 monasterium Anianensis und 801 claustra Aniani monasterii genannt. König Karl der Große erfuhr vom vorbildlichen Leben der Mönche und nahm das Kloster 792 in seinen Schutz (Regesta Imperii I, 318). Seine größte Blüte erreichte es in der Regierungszeit seines Sohnes Ludwigs des Frommen. Dieser schenkte dem Kloster im Jahr 814 viele Orte in Südfrankreich, verlieh ihm Zollfreiheit und bestätigte ihm Königsschutz und Immunität; ein Jahr später bestätigte er ihm umfangreichen Besitz und beurkundete  weitere Schenkungen. Auch danach bestätigte der König dem Kloster weiteren umfangreichen Besitz (Reg.Imp. I, 522,523,524,574,580,706,751,752).  Spätere Herrscher jedoch verloren das Kloster aus ihrem Blick. Es verlor rasch seine Selbstständigkeit. Schon im Jahr 921 bestätigte König Ludwig der Blinde dem Erzbischof von Arles dessen Besitz (RI I, 2960).
Papst Urban III. bekräftigte im Jahr 1187 die Unterwerfung des Klosters Aniane unter den Bischof von Maguelone (RI IV, 593). Im Jahr 1503 gab es eine Pestepidemie und raffte die Bevölkerung dahin. Die Abtei wurde während der Hugenottenkriege im Jahr 1562 vollständig zerstört, doch danach wieder aufgebaut. Im Jahr 1845 wurde auf dem Areal ein Gefängnis gebaut. Die Klosterkirche St-Sauveur selber wurde im 17./18. Jahrhundert neu errichtet und ist heute eine einfache Pfarrkirche des Bistums Montpellier.

## Sehenswürdigkeiten
- Die Église St-Sauveur überrascht mit ihren insgesamt eher schlichten barocken Formen.
- Teile der ehemaligen Klostergebäude sind noch erhalten.
- Die Kapelle der „Weißen Büßer“ (Pénitents blancs) ist der Sitz einer Bruderschaft.

Umgebung
- Ca. 5 km nordöstlich des Ortes liegt der Boscorre Dolmen.
- Das etwa 4 km südlich von Aniane gelegene Château Capion ist eins der wichtigsten Weingüter der Region.[4]

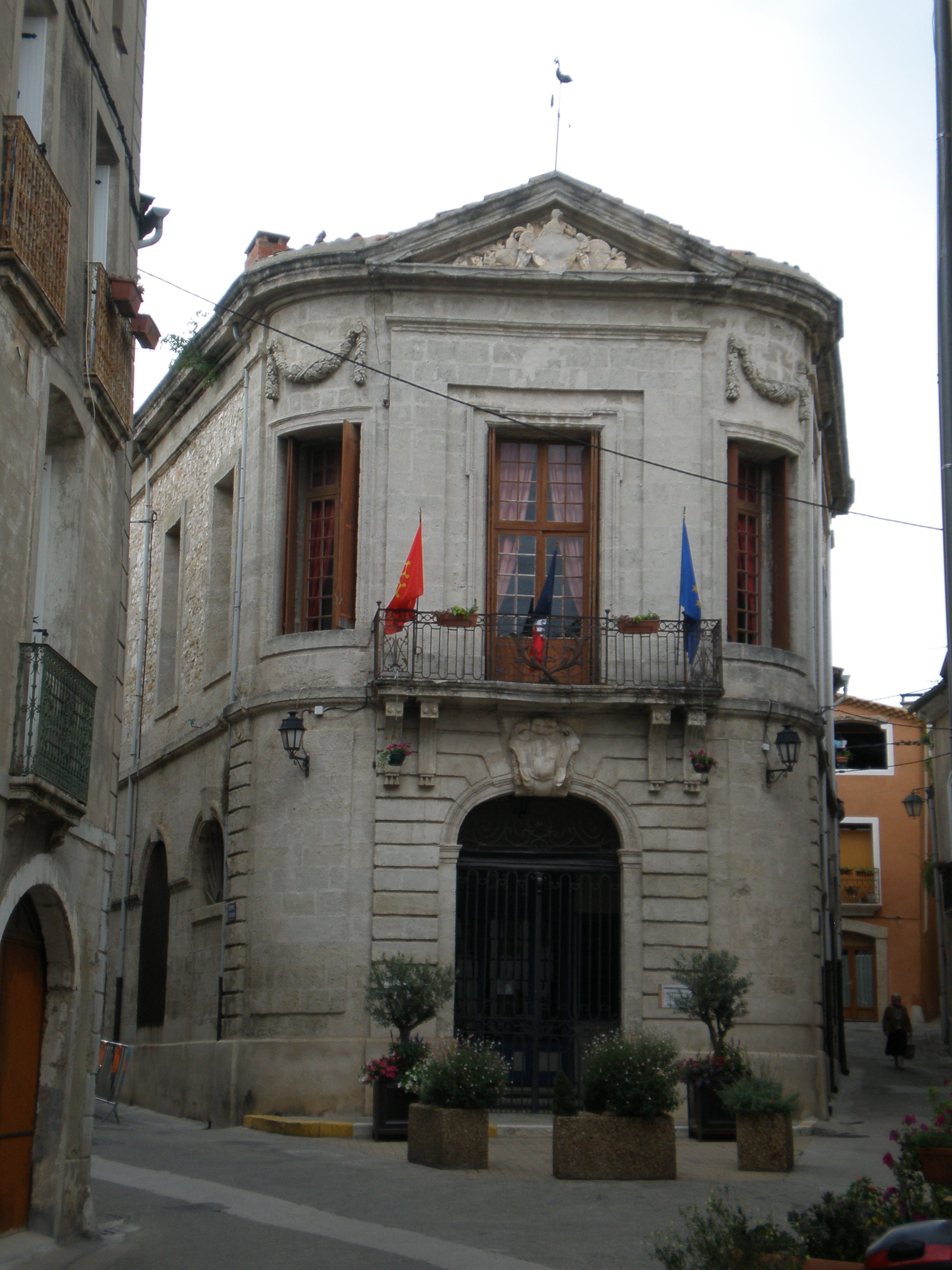
Mairie Aniane
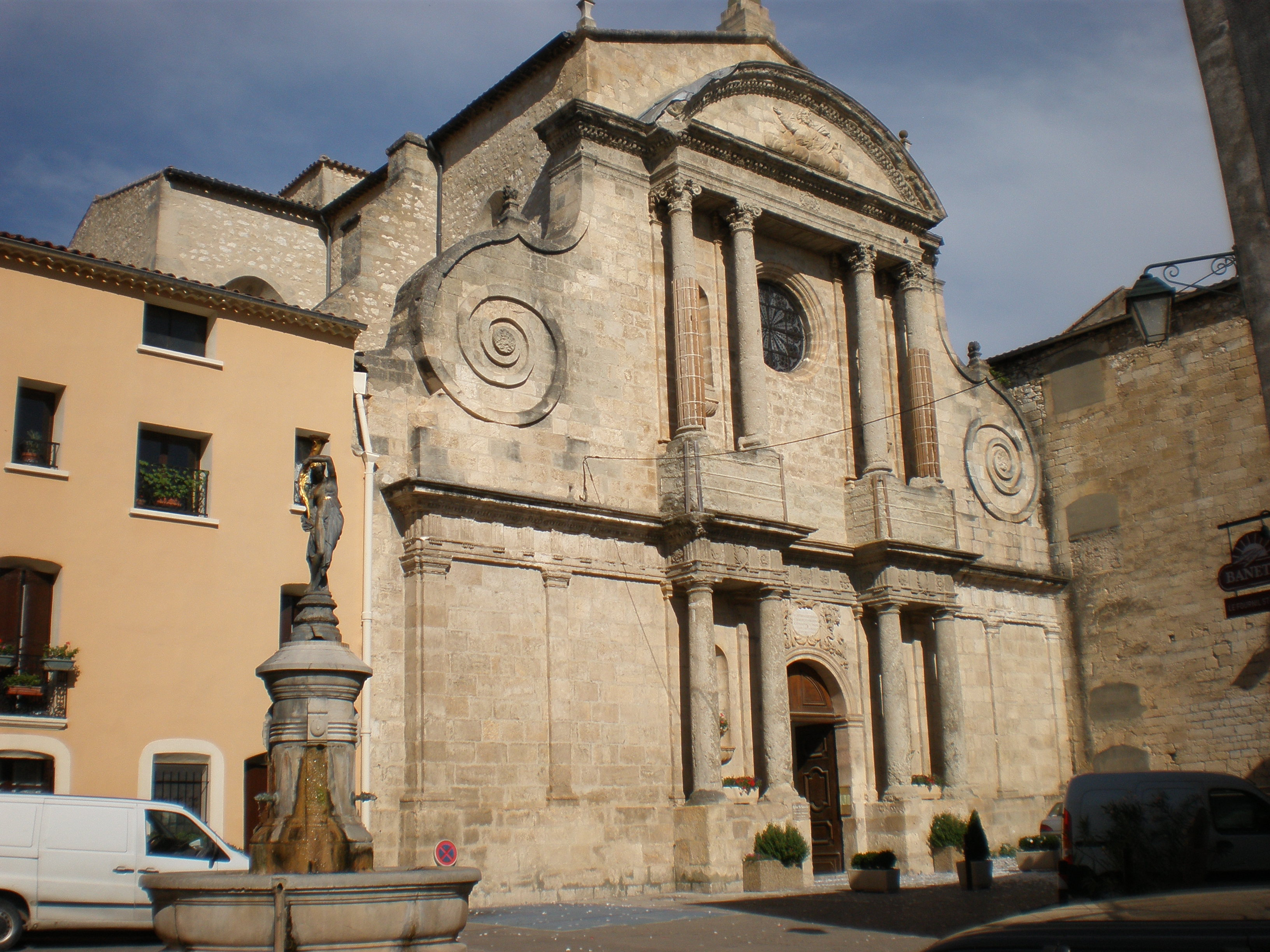
Klosterkirche
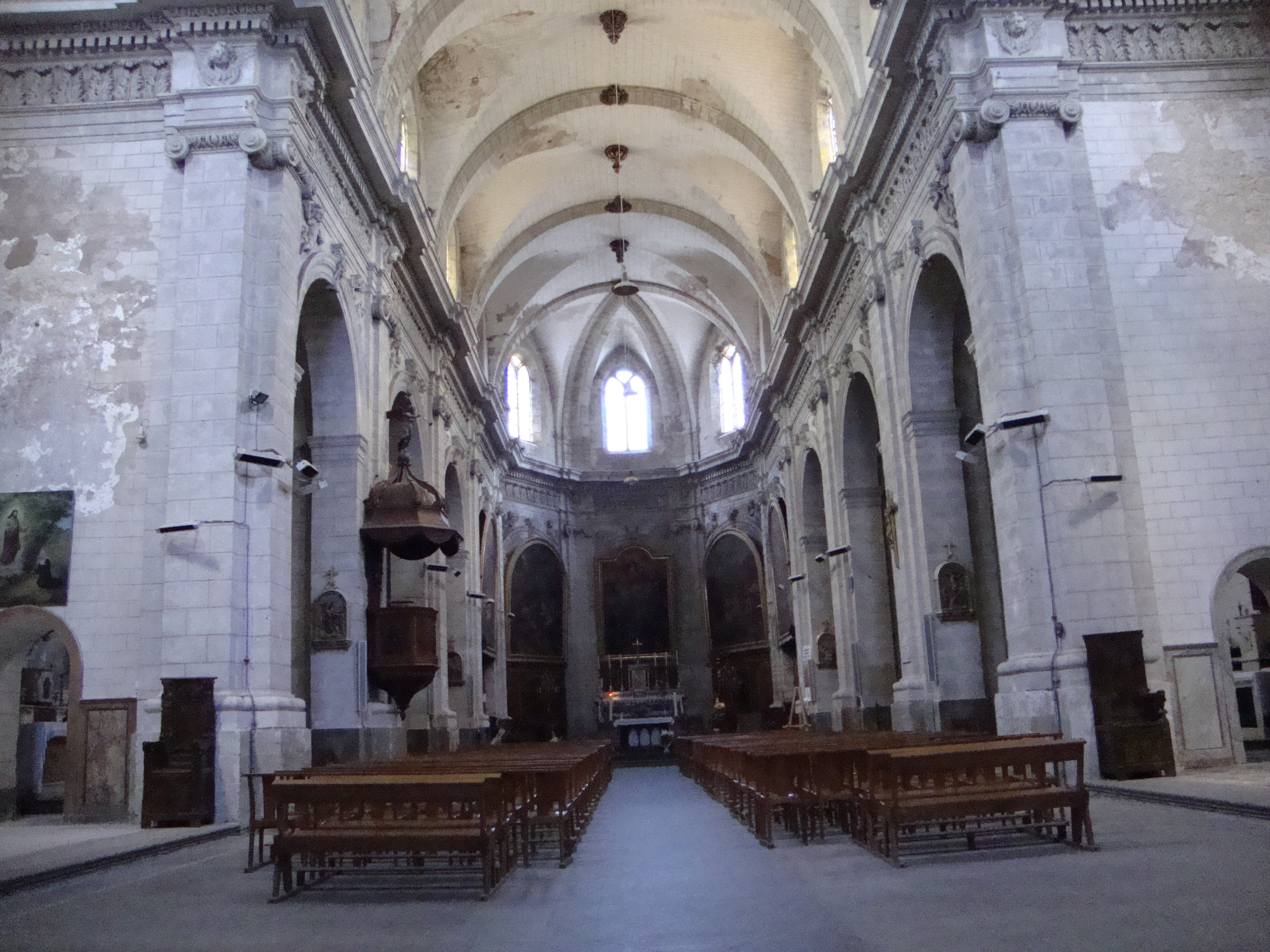
Klosterkirche (innen)
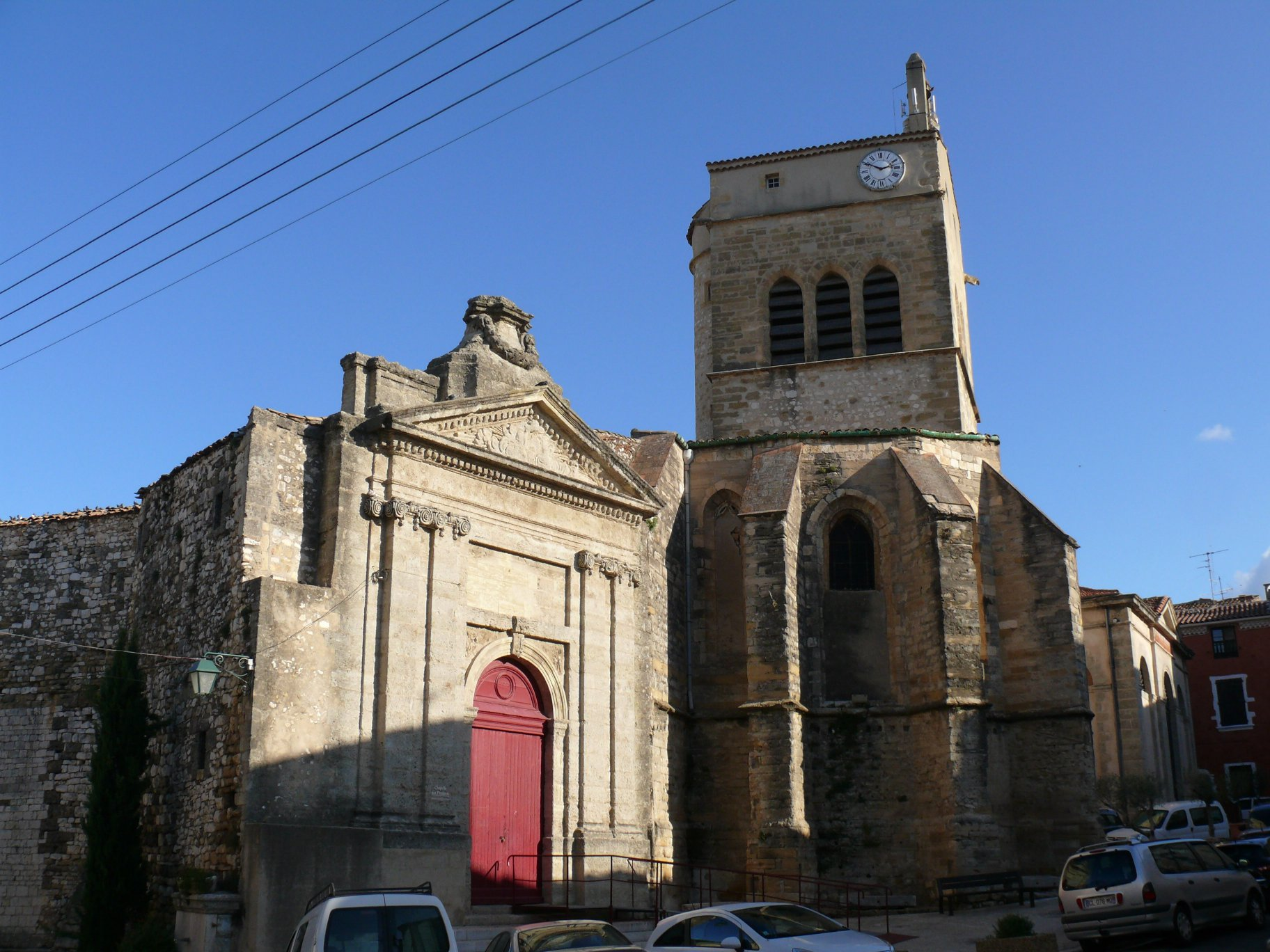
Kapelle der „Weißen Büßer“ (Pénitents blancs)
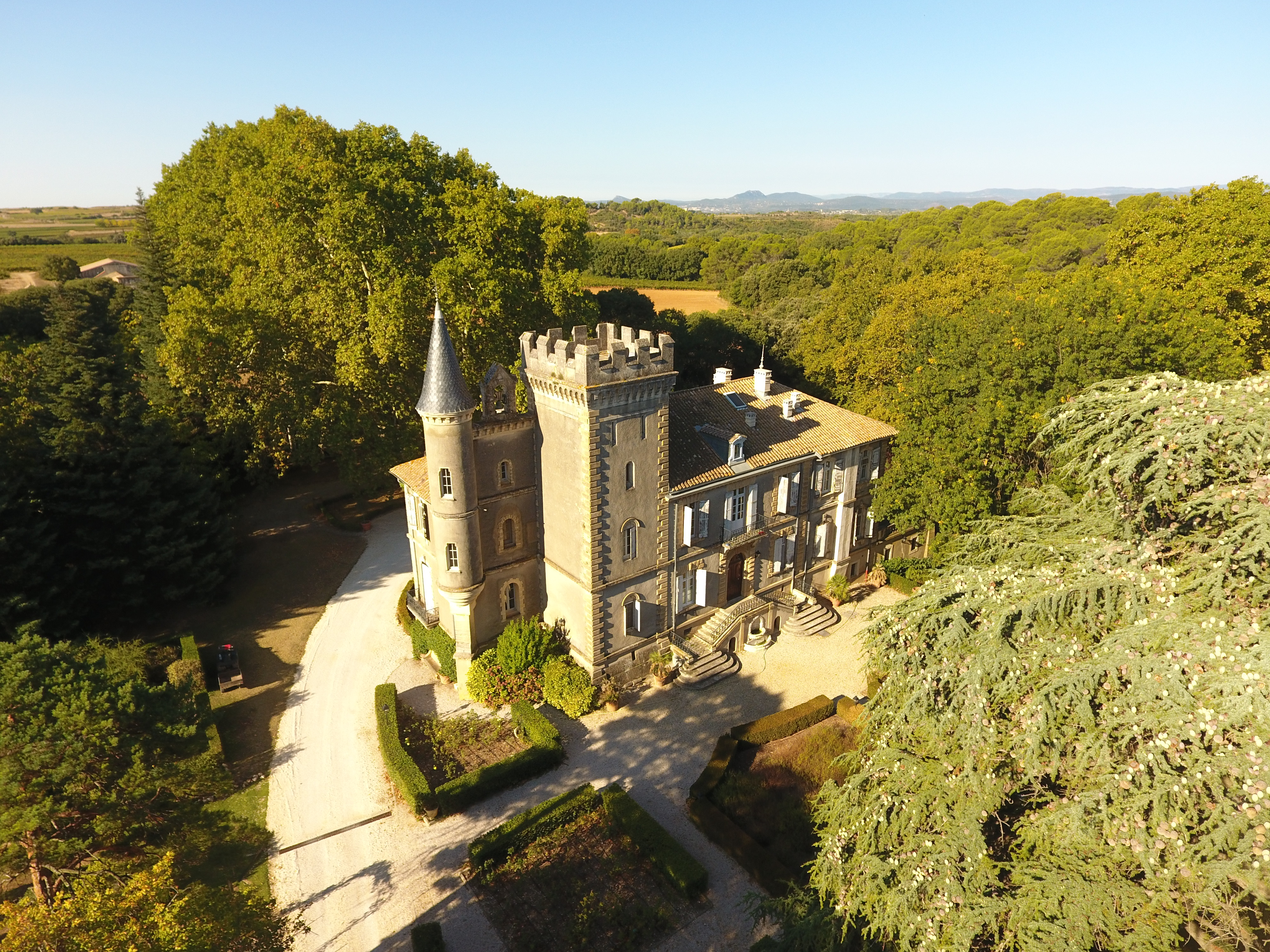
Château Capion

## Persönlichkeiten
- Benedikt von Aniane (vor 750–821), Gründer des Klosters
- Gérard Depardieu (* 1948), Schauspieler, baut in Aniane Wein an